# Грегори, Джон Уолтер
Джон Уолтер Грегори (англ. John Walter Gregory; 27 января 1864 — 2 июня 1932) — английский геолог, исследователь Восточной Африки и Австралии.

## Биография
Родился в Лондоне в семье купца. Прервал учёбу в возрасте 15 лет и вошёл в бизнес своего отца. Позже, чтобы завершить среднее образование, посещал вечерние курсы. В 1886 году он поступил в Университет Лондона, который окончил с отличием и степенью бакалавра в области геологии в 1891 году. Будучи студентом он был назначен научным сотрудником в геологическом отделе Музея естественной истории в Лондоне.
Сразу после окончания школы в 1892—1893 году Грегори осуществляет экспедицию в Восточную Африку, исследует природу и геологическое строение Африканского Большого Бассейна на территории Кении, которая стала основой для его защиты докторской диссертации по геологии под названием «The Great Rift Valley» (в переводе «Большая рифтовая долина») и была опубликована в 1896 году. Его исследования, проведённые в Кении, внесли фундаментальный вклад в геологию этого района, некоторые из его исследований и теорий о формировании и структуре Африканского Большого Бассейна остаются в силе.
К концу 1899 года Грегори остается на службе в Музее естественной истории, во время которой он провёл от имени музея несколько геологических экспедиций в разные части света — в Европу, Латинскую Америку и другие. В 1896 году он посетил архипелаг Шпицберген и его исследования там создали новую ветвь геологии, связанную с работой ледников в прошлом.
В конце девятнадцатого века в университете Мельбурна (Австралия) была открыта кафедра геологии и минералогии и 11 декабря 1899 года Грегори был назначен профессором этих дисциплин. В феврале 1900 года он прибыл в Австралию, оставаясь на этом посту до 1904 года, и в течение этого периода внёс большой вклад в улучшение качества преподавания в университете. В 1900—1901 году участвовал в экспедиции в Антарктиду. Летом 1901—1902 года в Центральной Австралии проводились геологические исследования вокруг озера Эйр и отчеты были опубликованы в 1906 году под названием «The Dead Heart of Australia» (Мертвое сердце Австралии). Во время своего пребывания в Австралии он опубликовал множество других книг, связанных с продвижением геологии и географии среди широкой общественности и публикации учебников по геологии и географии в средней школе: «География Австралии», «География штата Виктория», «География Тасмании», «Климат Австралии» и другие.
В 1904 году он вернулся на родину и был назначен профессором геологии в Университете Глазго, он занимал эту должность вплоть до своей отставки в 1929 году. В это время он предпринял несколько новых экспедиций: в Киренаики в Северной Африке в 1908 году, на юг Анголы в 1912 году, в Тибет в 1923 году.
В январе 1932 года, в возрасте 68 лет, отправился в Южную Америку, чтобы изучить и исследовать вулканическую и сейсмическую активность в Андах. 2 июня того же года лодка, которая двигалась вдоль реки Урубамба (в верховьях Амазонки) в Перу перевернулась и Грегори утонул в водах реки.
С 1928 по 1930 год Грегори был председателем Лондонского геологического общества. Он был награждён различными научными орденами и медалями. Помимо десятков книг по геологии и географии, написал более 300 статей по геолого-географическим и социальным вопросам. Его книги написаны в свободном стиле и их читают с интересом как учёные мужи, так и широкая публика.